# HD 46304
HD46304 — хімічно пекулярна зоря спектрального класу A5, що має видиму зоряну величину в смузі V приблизно  5,6.
Вона  розташована на відстані близько 141,0 світлових років від Сонця.

## Фізичні характеристики
Зоря HD46304 обертається 
дуже швидко 
навколо своєї осі. Проєкція її екваторіальної швидкості на промінь зору становить  Vsin(i)=217км/сек.